# Минерални и термоминерални извори Подриња
Минерални и термоминерални извори Подриња су једна од хидролошких вредности ове географске регије Балканског полуострва који с једне стране одређују физиономију водених простора, а с друге поливалентну самосталност туристичких вредности регије с више својстава привлачности. Њих допуњују  и бројне геоморфолошке, климатске, биогеографске и  балнотерапијске вредности.
Минерални и термоминерални извори Подриња сконцентрисани су у српском делу Подриња у четири бање: Бадања, Ковиљача, Прибојска, Радаљска а у босанско-херцеговачком делу у три бање: Дворови, Сребреничка, Вишеградска.

## Општа разматрања
Подриње, као централно место западног дела Балканског полуострва, меридијански је издужена регија око реке Дрине. Оно једним делом припада Србији а другим Босни и Херцеговини. Простире се између 43°20'59 φN 18°50'01 λE и 44°53′33″ φN 19°21′12″ λE, и бухвата простор од настанка реке Дрине код Шћепан Поља, на граници Црне Горе и Босне и Херцеговини, до ушћа Дрине у Саву код Сремске Раче у Србији. Простор регије Подриња чине територије 30 општина, површине од 14.395 km², који насељава 983.331 становник (65% је становништво са подручја општина из Републике Србије, а 34,6% из општина Републике Српске).
Ова предеона целина источне Босне и Херцеговине и западне Србије, обухвата општине Фоча, Горажде, Чајниче, Рудо, Рогатица, Вишеград, Бајина Башта, Сребреница, Братунац, Љубовија, Зворник, Мали Зворник, Лозница, Бијељина и Богатић.
Рељеф Подриња је разнолик. Најзаступљеније су планине средње и планине ниже висине. Северни део Подриња представљен је равничарско брежуљкастим подручјем Мачве и Семберије. Од југа ка северу смењују се следеће планине: Маглић (2.386 m),
Зеленгора (2014 m), Лелија (2032 m), Јахорина (1.910 m) и Љубишња (2238 m) у јужном делу Подриња; затим Јавор (1.537 m), Звијезда (1.675 m), Тара (1.544 m), Јагодња (939 m) и Борања (730 m) у средњем Подрињу; Мајевица (915 m), Гучево (779 m) и Цер у северном Подрињу. Северни део Подриња прелази у Панонско-посавску низију. У северном Подрињу се налазе и 2 мање регије:
Азбуковица (долина Љубовађе), Јадар (долина Јадра).
У појасу планина средње висине, река Дрина се пробија између планинских венаца и ту се у њеној долини смењују дубоке и дугачке клисуре са мањим проширењима, која се обично налазе око ушћа њених притока.
Климатске прилике у Подрињу условљене су његовим меридијанским простирањем. Овај простор је издужен у правцу север-југ и у том правцу опадају надморске висине, те је климатски режим различит. Простор Подриња до Вишеграда је под утицајем медитеранске климе, од Вишеграда до Зворника под утицајем умерено-континенталне климе, а низводно од Зворника, под утицајем је континенталне климе. Годишња количина падавина, која је значајне за постанак и одржавање хидрографских објеката, и издашност термоминералних извора је различита. Средње планине примају око 1.500 mm, а ниске, од 800 до 1.000 mm атмосферског талога. Годишње количине падавина равномерно расту од Шћепан Поља, где најсувљи месец добија 4,2% укупне годишње количине падавина, до Лознице, где је просек виши и износи 7,1%. Посматрано у целини, Подриње у просеку годишње прима 1.030 mm падавина и одликује се богатим речним токовима.
Географску и хидролошку особеност Подриња чине реке и бројна и разноврсна природна језера, савремене акумулације и термоминерални извори. У Подрињу се јавља већи број минералних и термоминералних извора. Око неких су изграђене бање као посебна врста туристичких средишта Подриња са наглашеном здравствено-лечилишном и рекреативном функцијом, али и стационарним, транзитним и манифестационим туризмом.
У српском делу Подриња налазе се следеће четири Бање:Бадања, Ковиљача, Прибојска, Радаљска а у босанско-херцеговачком следеже три Бање: Дворови, Сребреничка, Вишеградска.

## Бања Бадања
У Бањи Бадањи каја административно припада Општини Лозница, постоји више минералних извора, реалтивно мале издашности. Прве хемијске анализе вода извршене су 1889. године. За потребе Бање користе се воде са: „сумпоровитих” и „гвожђевитих” извора, чије анализе су извршене 1889. године. Извор сумпоровите воде, каптиран је бунаром ископаним до дубине од 3 m у алувијалном наносу. Вода се из бунара цевима одводи се до купатила, у коме се пре употребе загрева.
За разлику од других бања, Бања Бадања, која има статус специјалне болнице за рехабилитацију од 2004. године, слабо је уређена и недовољно афирмисана. И поред тога просторно и функционално она је развјенија у односу на околна сеоска насеља.
Бањска вода у балнеолошке сврхе користи се за купање и пиће. „Гвожђевита вода” се користи за лечење анемија и разна стомачна обољења а „сумпоровита вода” за лечење реуматизма, артритиса, спондилоза и посттрауматска стања.

## Вишеградска Бања
Вишеградска Бања се налази у долини Бањског потока недеалеко од Вишеграда. Први хамам са кубетом у Бањи је подигао Мехмед-паша Соколовић у 16. веку. Данас Вишеградску Бању, која се развила око два извора лековите воде Горње Бања, познате и под називом Соколовића Бања и Доња Бања, познате и под називом Кадијина Бања. стара више од 38.000 година. Вода на површину земље избијају са дубнине од 180 m, а њихова температура је 26 °C и 34,8 °C. На  изворишту је издашност воде углавном константна током целе године.
Термоминералне воде вишеградске бање имају карактеристике радиоактивне, хидрокарбонантне хомеотерми. Степен радиоактивности је оптималан по чему је она на прво место у Републици Српској и Федерацији Босне и Херцеговине, а на друго на просотрима бивше Југославије. Минерални састав бањске воде карактерише се присутвом: калијума, калцијум, сулфати, натријум и хидрокарбонат.
Од инфраструктуре Бања поседује смештајне објекте, ресторан, зграде за терапију, и друго.
Лековита својства воде ове Бање потичу од термичких, хемијских, механичких ефеката, и минерала које она садржи. Врло је значајан лако испарљиви племенити гас радон који у организам доспева путем коже и респираторног система. Примењује се за лечење реуматских, неуролошких, ортопедских, гинеколошких, геријатријских и обољења дисајних путева, као и за посттрауматска и постоперативна стања. Такође се често користи у превентивне сврхе.

## Бања Дворови
Бања Дворови један је од најважнијих туристичких ресурса Семберије. Налази се 6 km од Бијељине, на простору између река Саве и Дрине и путева који преко Раче и Павловић моста из Србије воде у Бијељину, даље до Бања Луке и Сарајева.
Термоминерални извори Бања Дворови имају лековиту воду натријумско-калцијум-хидрокарбонатног састава. Вода се успешно примењује за лечење свих облика реуматизма, хроничне гинеколошке болести, шећерну болест, благе неурозе и рехабилитациони тертман постреуматских стања.

## Бања Ковиљача
Бања Ковиљача не само да је најпознатија бања Подриња, већ је и једна од најлепших и најлековитијих бања Балканског полуострва. Налази се у подножју Гучева, недалеко од Дрине, поред пута Лозница-Зворник, на надморској висини од 128 m што јој омогућава добру приступачност из свих праваца. Окружују је и простране равнице Мачве и Семберије и планина (Борања, Соколске планине, Цер), које се настављају на брдовити Јадар, благо заталасану Поцерину и плодну и заравњену Мачву.
Први писани извори о Бањи датирају, из 1533., и указују да је народ „масовно долазио на њене лековите изворе”. Прва зграда за
смештај гостију, са десет соба, изграђена је 1858, а Бања је стављена под заштиту државе 1867., за време владавине Михаила Обреновића.
Сумпоровита хипотермална вода Ковиљаче, температуре од 15 до 32 °C, припада групи натријум, калцијум, хидрокарбонатних, сулфидних хипотерми, чија је пХ вредности 6,54. Како у свом саставу има висок садржај водоник сулфида 12 mg/L или 5 mg чистог S/L, као таква погодна је за лечење разних облика реуматизма, посттрауматских стања, лакших неуролошких оштећења, одређених гинеколошких обољења и др.

## Прибојска Бања
Прибојска Бања, лежи на 530 до 550 m надморске висине окружена планинама, уз корито реке Лим, у централном делу Општине Прибој, на удаљености 10 km од магистралног пута Ужице-Пријепоље.
Према материјалним траговима Бања је насеље старо преко 1.000 година, са древним манастиром и старим лечилиштем у југозападној Србији у области Стари Влах, или древној "Хак Србији" - правој Србији. Према археолошким истраживањима околине и самог места Бање (Јармовца, Кратова, Рутоши, Радојине ...) овај крај је био насељен још у неолитско доба. Територија око Бање је свакако била занимљива Илирима и Келтима који су је насељавали.
Први писани помен Бање (Bania) као утврђеног насеља датира из 1154. године из мапе света коју је арабљански географ Мохамед ал Идриси (Abu Abdullah Mohammed al-Sharif al-Idrisi)  направио за норманског краља Роџера II. По њему то је  град мали и утврђен, поред реке Лима (Lina).
Повољно географски положаја и климе Старовлашке висоравни, на којој се налази, ову Бању чини и ваздушним лечилиштем.
У средишту Бање налази се више термоминералних извора, чија је температура воде око 37 °C, Вода се користи као помоћно терапијско средство, за купање и пиће. Најзначајнији извосу су:
Извор I „Стара бања”
Овај извор припада категорији олигоминералних сумпоровитих благо земноалкалних вода, без боје, укуса и мириса, температуре 37,5 °C. На основу балнеолошких критеријума закључено је да се ова вода као помоћно терапијско средство може користити у лечењу хроничних стања зглобног и ванзглобног реуматизма, обољења периферних нерава, обољења кичменог стуба, као иу рехабилитацији пострауматских стања локомоторног апарата и у терапији неинфламаторних дерматоза, као што су екцем и псоријазе.
Извор II „Нова бања”
Овај извор припада категорији калијум-магнезијум-хидрокарбонатних-алкално-хомеотермних олигоминералних вода, температуре 37,7 °C. Поред могућности коришћења као помоћно терапијско средство у стањима наведеним за воду извора И "Стара Бања", одсуство метала и њене органолептичке особине даје јој могућност употребе на постојећој температури код извесних обољења гастроинтестиналног тракта, праћених хиперацидитетом и повећаним моторитетом гастроинтестиналног и хепатобилијарног тракта, који нису узроковани органским и физичким агенсима, као и стањима после хируршких интервенцијана овим системима. Ниска минерализација и пХ вредност обезбеђују могућност примене као помоћног терапијског средства у терапији микрокалкулозних стања мокраћног тракта.

## Сребреничка Бања
Сребреничка Бања, која се налази се у доњем подрињу, позната је и под називом Бања Губер или Црни Губер. Бања располаже са 48 извора, међу којима неки имају сликовита народна имена. Воде Сребреничке Бање користе се у лечењу: телесне исцрпљености, анемија, болести крвних судова, мигрене, болести јетре, жучних путева, бубрега и реконвалесцентних стања.
Неки од познатих извора су: – Мала киселица, Велика киселица, Очна водица, Мали Губер, Црни Губер, Синусна вода, Извор Лепотица 
Црни (велики) губер
На подручју Црног губера извршен је велики број научних анализа, док је прва детаљна анализа на овом подручју извршена 1894. године,када је он проглашен за једно од најбољих природних врела у Европи. Крајем осамдесетих година 20. века извезен је велики број боца са овог врела. Вода се извозила у Европу,Африку и Амерку.
Главни садржај воде Црног Губера је двовалентно гвожђе (Fe), којег у литру воде има 0,1232 gr. Поред гвожђа ова вода садржи и ретке минерале: бакар (Cu), кобалт (Co), манган (Mn) у скадном односу. Вода, поред ових, садржи и читав низ других минерала, што, јој свеукупно даје посебну балнеолошку вредност и лековита својства. 
Мали губер
Извор Мали губер садржи велики количине калцијума и магнезијума. Вода је бистра, без боје и киселкастог укуса. У њој се налази највише гвожђа, као и арсена.
Синусна вода
Извор народски назван Синусна вода умањује болове синуса и пределу чела.
Очна вода
Југоисточно од црног Губера, налази се Очна вода. Овај извор је малог капацитета, али садржи највише минералних састојака од свих других извора на овом подручју.Очна вода помаже код обољења очију и слузокоже, као и конјуктивитиса.
Извор Лепотица
Извор,народски назван Лепотица због тога што садржи одређен број минерала који умањују кожне проблеме .

## Радаљска бања
Радаљска Бања се налази у долини истоимене речице, на надморској висини од 350 m, у подножју планине Борање. Удаљена је 
12 km од Малог Зворника, 21 km од Лознице и осам километара од магистралног пута Лозница - Мали Зворник.
У Радаљској Бањи има неколико извора лековитих вода. Поред извора сумпоровите воде, посебан значај имају и они извори чија вода повољно утиче на очна стања, па се користи као помоћно лековито средство за лечење очне мрене (катаракте), дијабетесне ретинопатије, и свеукупно побољшање вида код слабовидих и здравих особа старијег животног доба.

## Потенцијали бањског туризма Подриња
Основу туристичког производа Подриња представљају речни, језерски туризам, градски и манифестациони, планински и бањски туризам. Комплементарност туристичких вредности Подриња указује на његову велику могућност поливалентног развоја, у коме балнолошка својства минералних и термоминерални извори Подриња, допуњена климатским својствима бања у којима се они налазе престављају како за потребе домаћег, тако и за потребе иностраног туристичког тржишта, значајни фактор даљег развоја овог географског региона у обе републике.